# Susanne Osthoff
Susanne Osthoff, Susanne Kristina Osthoff (München, 1962. március 7. –) német régész és egészségügyi tanácsadó. A szélesebb nyilvánosság előtt akkor vált ismertté, amikor 2005. november 25-én Irakban elrabolták, és 2005. december 18-ig túszként tartották.